# 锡杂苯
锡杂苯（C5H6Sn）是一组有机锡化合物的母体化合物，是将苯的一个碳原子换成锡原子得出来的。锡杂苯本身已通过计算化学研究，但仍未分离出来。

## 锡杂苯的稳定衍生物
锡杂苯的稳定衍生物已得到分离。下图所示的2-锡杂萘在低于140 °C的惰性气氛下是稳定的。这个化合物中的锡与碳键被两个大型基团（一个为叔丁基，另一个为2,4,6-三[双(三甲基甲硅烷基)甲基]苯基或Tbt基团）的潜在反应物隔开。两个Sn-C键的键长为202.9和208.1 pm，比 Sn-C单键键长（214 pm）短，与已知的Sn=C双键（201.6 pm）相当。C-C键键长在135.6和144.3 pm之间波动甚少，表明这个化合物具有芳香性。

2-锡杂萘的稳定衍生物

有Tbt取代基的9-锡杂菲于2005年报告。在室温下，它会形成[4+2]环加成物。
有Tbt取代基的锡杂苯于2010年报告。在室温下，它会根据数量形成DA二聚体。

有Tbt取代基的锡苯的合成。试剂氢化铝锂（步骤2）、NBS（步骤3）、LDA（步骤4）